# Burnley F.C.
Burnley Football Club (wym. [ˈbɜrnli]) – angielski klub piłkarski z Burnley w hrabstwie Lancashire. Mistrz Anglii z 1921 i 1960 roku. Od sezonu 2025/2026 występuje w Premier League.
Głównym rywalem Burnley jest Blackburn Rovers. Mecze pomiędzy tymi drużynami nazywane są derbami wschodniego Lancashire (ang. East Lancashire Derby).

## Historia

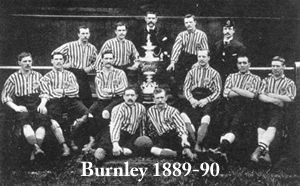
Piłkarze Burnley F.C. w 1890 roku.

Początkowo był to klub rugby. W 1882 roku przeszedł na piłkę nożną oraz zmienił nazwę z Burnley Rovers na Burnley Football Club. Wkrótce po tym skorzystał z zaproszenia miejscowej drużyny krykieta i rozpoczął grę na Turf Moor. Na stadionie tym Burnley występuje do dziś. W 1888 roku Burnley było jednym z założycieli Football League. W sezonie 1897/1898 klub wygrał rozgrywki Second Division.
W 1914 roku zespół pokonał 1:0 Liverpool w finale Pucharu Anglii i zdobył to trofeum. Po zakończeniu I wojny światowej, w sezonie 1920/1921 Burnley zanotowało serię 30 meczów bez porażki i zostało mistrzem Anglii. Rok wcześniej klub zajął drugie miejsce w tabeli.
W roku 1947 Burnley ponownie dotarło do finału Pucharu Anglii, w którym przegrało z Charltonem Athletic. W sezonie 1959/1960 Burnley zostało po raz drugi mistrzem kraju, zaś dwa lata później dotarli do finału krajowego pucharu, przegranego z Tottenhamem Hotspur. W latach 60. klub dwukrotnie startował w Pucharze Miast Targowych.
W sezonie 1975/1976 Burnley spadło do drugiej ligi, Second Division, zaś cztery lata później występowali już o klasę rozgrywkową niżej. Pod koniec lat 80. zespół przez siedem sezonów występował na czwartym szczeblu rozgrywkowym. Od sezonu 1992/1993 grali na zmianę w drugiej i trzeciej lidze. W sezonie 2008/2009 klub doszedł do finału Pucharu Ligi oraz zajął szóste miejsce w Championship, ostatnie dające grę w barażach. Klub dotarł do finałów play-offów, w których pokonał Sheffield United i awansował do Premier League. 25 kwietnia po przegranej u siebie 0:4 z Liverpoolem Burnley spadło z najwyższej klasy rozgrywkowej w Anglii.
W sezonie 2022/2023 Burnley zajęło pierwsze miejsce w Championship z dorobkiem 101 punktów i ponownie awansowało do Premier League.

## Sukcesy
- Mistrzostwo Anglii: 1921, 1960
- Puchar Anglii: 1914
- Tarcza Wspólnoty: 1973

## Obecny skład
Stan na 31 sierpnia 2021
| Nr | Poz. | Piłkarz                 |
| -- | ---- | ----------------------- |
| 1  | BR   | Nick Pope               |
| 2  | OB   | Matthew Lowton          |
| 3  | OB   | Charlie Taylor          |
| 4  | PO   | Jack Cork               |
| 5  | OB   | James Tarkowski         |
| 6  | OB   | Ben Mee (kapitan)       |
| 7  | PO   | Jóhann Berg Guðmundsson |
| 8  | PO   | Josh Brownhill          |
| 9  | NA   | Chris Wood              |
| 10 | NA   | Ashley Barnes           |
| 11 | PO   | Dwight McNeil           |
| 13 | BR   | Wayne Hennessey         |

| Nr | Poz. | Piłkarz          |
| -- | ---- | ---------------- |
| 14 | OB   | Connor Roberts   |
| 16 | PO   | Dale Stephens    |
| 17 | NA   | Aaron Lennon     |
| 18 | PO   | Ashley Westwood  |
| 19 | NA   | Jay Rodriguez    |
| 22 | OB   | Nathan Collins   |
| 23 | OB   | Erik Pieters     |
| 25 | BR   | Will Norris      |
| 26 | OB   | Phillip Bardsley |
| 27 | NA   | Matěj Vydra      |
| 28 | OB   | Kevin Long       |
|    | NA   | Maxwel Cornet    |

### Piłkarze na wypożyczeniu
| Nr | Poz. | Piłkarz                                             |
| -- | ---- | --------------------------------------------------- |
|    | BR   | Lukas Jensen (w Carlisle United do 30 czerwca 2022) |

| Nr | Poz. | Piłkarz                                                           |
| -- | ---- | ----------------------------------------------------------------- |
|    | BR   | Bailey Peacock-Farrell (w Sheffield Wednesday do 30 czerwca 2022) |

## Trenerzy
| Kadencja  | Trener           |
| --------- | ---------------- |
| 1893-1896 | Arthur Sutcliffe |
| 1896-1899 | Harry Bradshaw   |
| 1899-1903 | Ernest Magnall   |
| 1903-1910 | Spen Whittaker   |
| 1910-1911 | R. Wadge         |
| 1911-1925 | John Haworth     |
| 1925-1932 | Albert Pickles   |
| 1932-1935 | Tom Bromilow     |
| 1935-1939 | Alf Boland       |
| 1945-1948 | Cliff Britton    |
| 1948-1954 | Frank Hill       |
| 1954-1957 | Alan Brown       |
| 1957-1958 | Billy Dougall    |
| 1958-1970 | Harry Potts      |
| 1970-1976 | Jimmy Adamson    |
| 1976-1977 | Joe Brown        |
| 1977-1979 | Harry Potts      |
| 1979-1983 | Brian Miller     |
| 1983-1984 | John Bond        |
| 1984-1985 | John Benson      |
| 1985      | Martin Buchan    |
| 1985-1986 | Tommy Cavanagh   |
| 1986-1989 | Brian Miller     |
| 1989-1991 | Frank Casper     |
| 1991-1996 | Jimmy Mullen     |
| 1996-1997 | Adrian Heath     |
| 1997–1998 | Chris Waddle     |
| 1998–2004 | Stan Ternent     |
| 2004–2007 | Steve Cotterill  |
| 2007–2010 | Owen Coyle       |
| 2010      | Brian Laws       |
| 2011      | Stewart Gray     |
| 2011–2012 | Eddie Howe       |
| 2012–2022 | Sean Dyche       |
| 2022–2024 | Vincent Kompany  |
| 2024-     | Scott Parker     |

## Europejskie puchary
Legenda do wszystkich tabel:
- Q – runda eliminacyjna, 1/16, 1/8, 1/4, 1/2 – odpowiednia faza rozgrywek, Grupa – runda grupowa, 1r gr – pierwsza runda grupowa, 2r gr – druga runda grupowa, F – finał, R – runda, PO – play-off
- k. – rzuty karne, los. – losowanie, Dogr. – dogrywka, w. – zasada bramek strzelonych na wyjeździe

| Sezon   | Rozgrywki              | Runda | Przeciwnik          | Dom | Wyjazd | Ogólnie    |
| ------- | ---------------------- | ----- | ------------------- | --- | ------ | ---------- |
| 1960/61 | Puchar Europy          | 1R    | Stade Reims         | 2–0 | 3–2    | 5–2        |
| 1960/61 | Puchar Europy          | 1/4   | Hamburger SV        | 3–1 | 1–4    | 4–5        |
| 1966/67 | Puchar Miast Targowych | 1R    | VfB Stuttgart       | 2–0 | 1–1    | 3–1        |
| 1966/67 | Puchar Miast Targowych | 2R    | Lausanne Sports     | 5–0 | 1–3    | 6–3        |
| 1966/67 | Puchar Miast Targowych | 3R    | SSC Napoli          | 3–0 | 0–0    | 3–0        |
| 1966/67 | Puchar Miast Targowych | 1/4   | Eintracht Frankfurt | 1–1 | 1–2    | 2–3        |
| 2018/19 | Liga Europy            | 2Q    | Aberdeen            | 3–1 | 1–1    | 4–2, Dogr. |
| 2018/19 | Liga Europy            | 3Q    | İstanbul Başakşehir | 1–0 | 0–0    | 1–0, Dogr. |
| 2018/19 | Liga Europy            | PO    | Olympiakos SFP      | 1–1 | 1–3    | 2–4        |